# 向河原站
向河原站（日语：／ Mukaigawara eki */?）是一個位於日本神奈川縣川崎市中原區下沼部字玉川向，属于東日本旅客鐵道（JR東日本）南武線的鐵路車站。此站是武藏小杉站管理的業務委托站（JR東日本車站服務委托）。

## 历史
- 1927年（昭和2年）3月9日：作为南武铁道線的车站开始营业。开业当时的名称为向河原站。
- 1940年（昭和15年）8月5日：更名为日本电气前站。
- 1944年（昭和19年）4月1日：南武铁道線国有化，成为国铁南武線的车站。更名为原先的向河原站。
- 1973年（昭和48年）2月1日：停止办理货运业务。
- 1987年（昭和62年）4月1日：国铁分割民营化，成为东日本旅客铁道的车站。
- 2001年（平成13年）11月18日：IC卡Suica启用。

## 結構
對向式月台2面2線的地面車站。兩個月台以跨線天橋聯絡。

### 月台配置
| 月台 | 路線   | 方向 | 目的地                               |
| ---- | ------ | ---- | ------------------------------------ |
| 1    | 南武線 | 上行 | 矢向、川崎方向                       |
| 2    | 南武線 | 下行 | 武藏小杉、武藏溝之口、登戶、立川方向 |

（來源：JR東日本:車站構內圖（页面存档备份，存于））

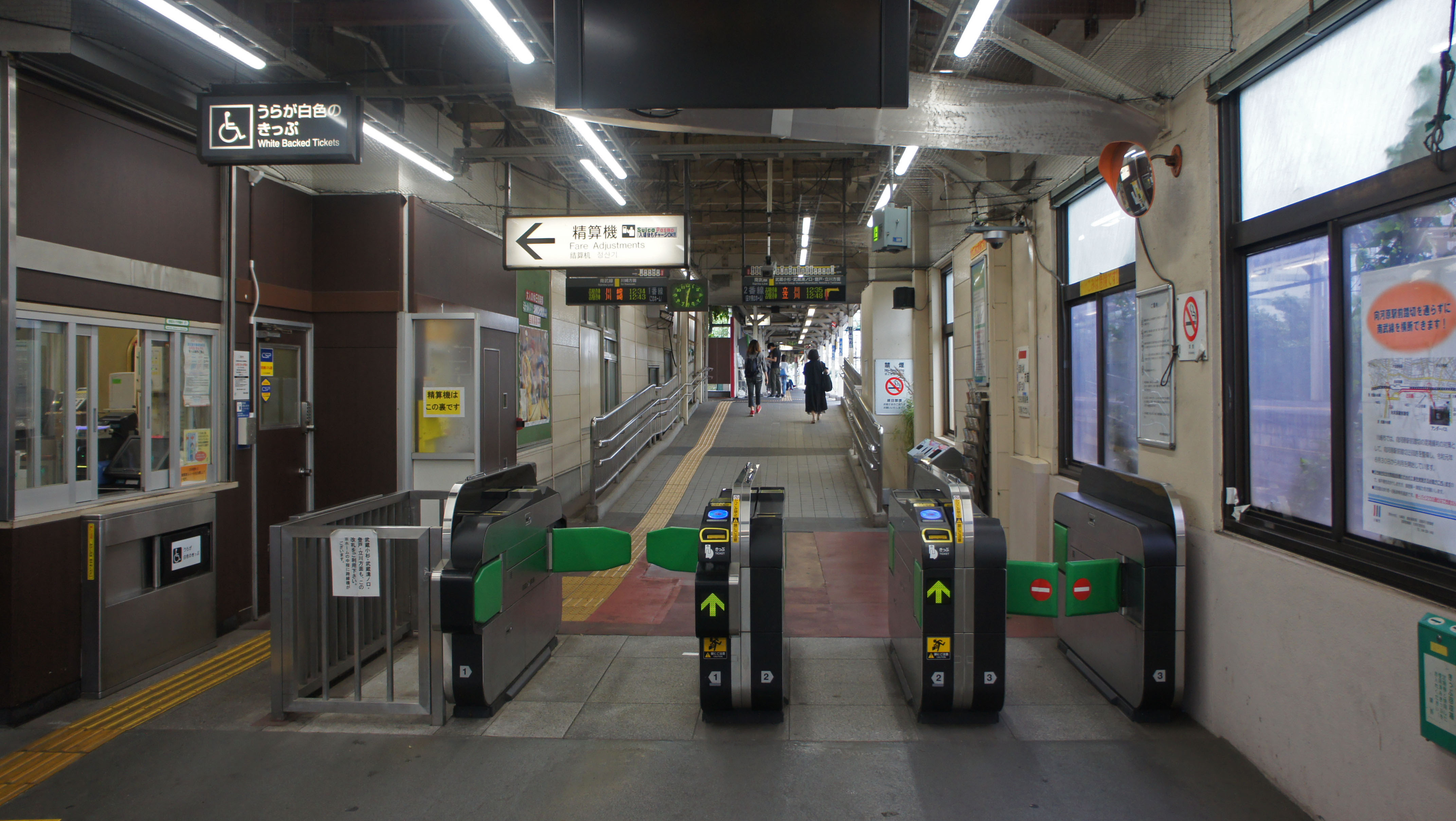
閘口（2019年9月）
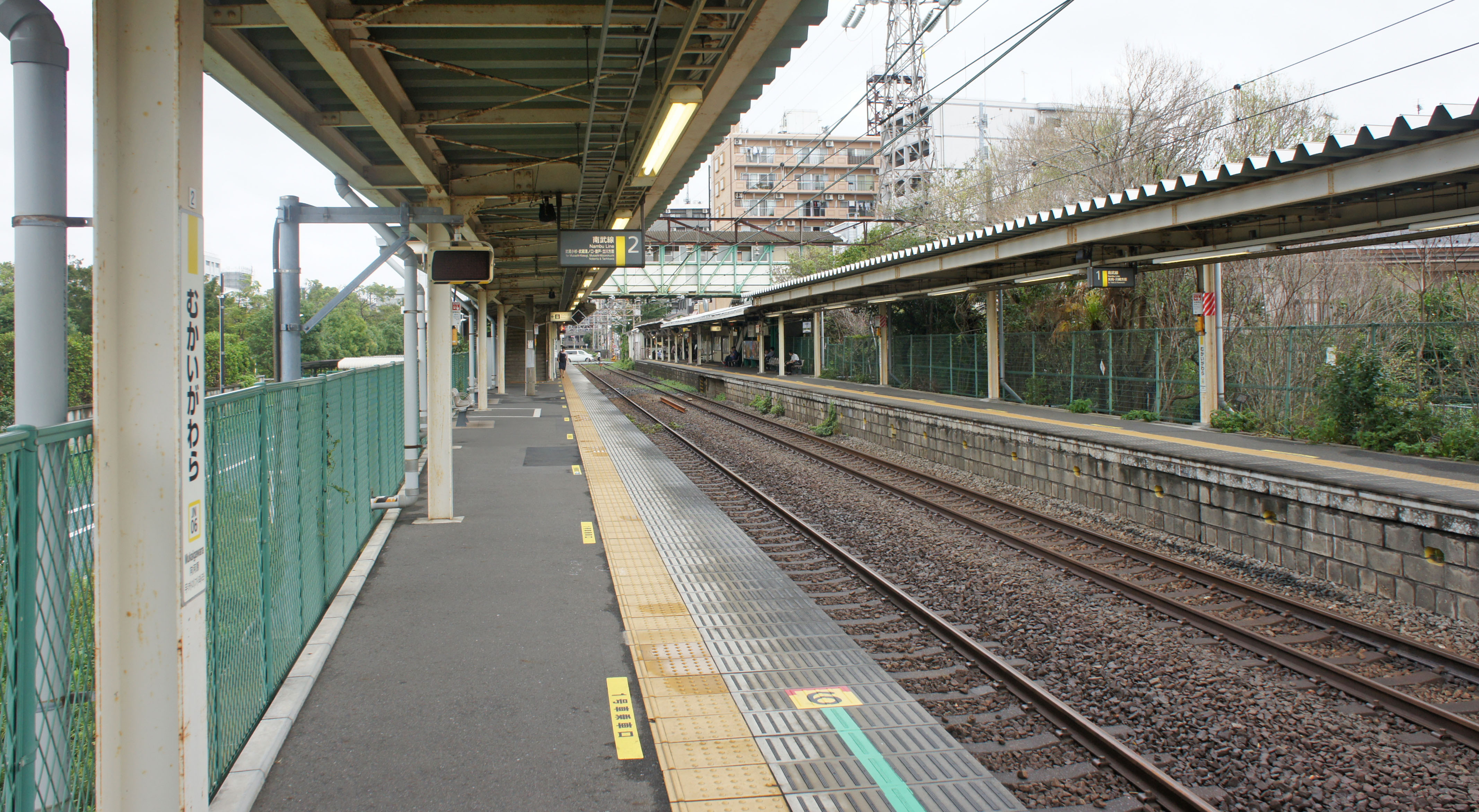
月台（2019年9月）

## 使用情況
2019年（令和元年）度1日平均上车人次为12,385人。
各年度1日平均上车人次如下表。
| 年度               | 1日平均 上車人次 | 來源     |
| ------------------ | ---------------- | -------- |
| 1995年（平成07年） | 9,968            | [ * 1 ]  |
| 1996年（平成08年） | 9,613            |          |
| 1997年（平成09年） | 9,176            |          |
| 1998年（平成10年） | 9,142            | [ * 2 ]  |
| 1999年（平成11年） | 9,269            | [ * 3 ]  |
| 2000年（平成12年） | 9,807            | [ * 3 ]  |
| 2001年（平成13年） | 9,906            | [ * 4 ]  |
| 2002年（平成14年） | 9,717            | [ * 5 ]  |
| 2003年（平成15年） | 9,597            | [ * 6 ]  |
| 2004年（平成16年） | 10,513           | [ * 7 ]  |
| 2005年（平成17年） | 13,897           | [ * 8 ]  |
| 2006年（平成18年） | 14,560           | [ * 9 ]  |
| 2007年（平成19年） | 14,746           | [ * 10 ] |
| 2008年（平成20年） | 14,627           | [ * 11 ] |
| 2009年（平成21年） | 13,600           | [ * 12 ] |
| 2010年（平成22年） | 15,077           | [ * 13 ] |
| 2011年（平成23年） | 15,048           | [ * 14 ] |
| 2012年（平成24年） | 14,475           | [ * 15 ] |
| 2013年（平成25年） | 14,046           | [ * 16 ] |
| 2014年（平成26年） | 13,272           | [ * 17 ] |
| 2015年（平成27年） | 12,342           | [ * 18 ] |
| 2016年（平成28年） | 12,576           | [ * 19 ] |
| 2017年（平成29年） | 12,651           |          |
| 2018年（平成30年） | 12,813           |          |
| 2019年（令和元年） | 12,385           |          |

## 相鄰車站
東日本旅客鐵道（JR东日本）
 南武線
■快速
通過
■各站停车
平間（JN 05）－向河原（JN 06）－武藏小杉（JN 07）

## 外部連結
- 車站資訊（向河原）：東日本旅客鐵道（日語）